# برونو أجنيلو
برونو أجنيلو (بالبرتغالية: Bruno Agnello‏) هو لاعب كرة قدم برازيلي في مركز الوسط، ولد في 7 ديسمبر 1985 في سانتوس في البرازيل. لعب مع أتلتيكو يوفنتوس وبورتوغيزا سانتيستا وديبورتيفو كوينكا ونادي الهلال ونادي إيتوانو ونادي سانتوس.

## وصلات خارجية
- برونو أجنيلو على موقع إي إس بي إن إف سي (الإنجليزية)
- برونو أجنيلو على موقع قاعدة بيانات كرة القدم.إي يو (الإنجليزية)
- برونو أجنيلو على موقع Soccerway.com (الإنجليزية)